# Eupithecia subanis
Eupithecia subanis är en fjärilsart som beskrevs av Dyar 1918. Eupithecia subanis ingår i släktet Eupithecia och familjen mätare. Inga underarter finns listade i Catalogue of Life.